# Cytisus decumbens
Cytisus decumbens (Durande) Spach, 1845 è una pianta della famiglia delle Fabacee, diffusa nel bacino del Mediterraneo.

## Tassonomia
Sono note le seguenti sottospecie:
- Cytisus decumbens subsp. complicatus
- Cytisus decumbens subsp. pindicola (Bald.) K.I.Chr.